# Синє яйце-годинник зі змією
«Яйце-годинник зі змією» (чи «Синє яйце-годинник зі змією») — ювелірне великоднє яйце, виготовлене фірмою Карла Фаберже на замовлення російського імператора Олександра III у 1887 році як великодній подарунок для дружини імператора Марії Федорівни. Є одним із серії імператорських великодніх яєць, виготовлених Фаберже протягом 1885—1917 років.

## Дизайн
Яйце-годинник виконане в неокласичному стилі у вигляді годинника-ротатора епохи Людовіка XVI.
В майстерні Михайла Перхіна у 1902 році було створено схоже яйце-годинник для герцогині Мальборо. Воно більше за розмірами, ніж «Яйце зі змією» і покрите рожевою емаллю.

## Історія
Достеменно не відомо коли це третє великоднє яйце було замовлене у Фаберже, але воно було подароване Марії Федорівні Олександром III на Великдень 5 квітня 1887 року. Цілком можливо, до того часу подарунок у вигляді великоднього яйця був вже сформованою традицією, що давало Фаберже і його майстрам цілий рік на виготовлення наступного яйця. Це може пояснювати, чому «Яйце-годинник зі змією» є набагато складнішим, ніж перше імператорське великоднє яйце. 
Яйце перебувало в Анічковому палаці до революції. В середині вересня 1917 року, разом з іншими яйцями Фаберже з палацу, воно було конфісковане і переведене до Збройової палати. У 1922 році «Яйце-годинник зі змією», швидше за все, було переведене в Раднаркому, а згодом продане за кордон Мішелю Норману з Австралійської перлової компанії. Між 1922 і 1950 роками яйце придбав Емануїл Сноумен з галереї «Вартскі», яка його продала і пізніше знову викупила. Близько 1974 року яйце у «Вартскі» придбала невідома партія, у 1989 році воно перейшло до приватної колекції в Швейцарії, а в 1992 році стало власністю короля Монако Реньє III. 
Коли Реньє III помер у 2005 році, Альберт II успадкував яйце разом з троном.